# Olonbajaryn Süldchüü
Olonbajaryn Süldchüü (mong. Олонбаярын Сүлдхүү; ur. 2001) – mongolski zapaśnik walczący w stylu wolnym. Zajął piąte miejsce na mistrzostwach świata w 2024 roku. 
Brązowy medalista mistrzostw Azji w 2023 i 2025. Wygrał MŚ wojskowych w 2024 i trzeci w 2023 roku.